# Джозефин (округ)
Округ Джозефин (англ. Josephine County) располагается в штате Орегон, США. Официально образован 22 января 1856 года. По состоянию на 2010 год, численность населения составляла 82 713 человек.

## География
По данным Бюро переписи США, общая площадь округа равняется 4252,784 км2, из которых 4247,604 км2 суша и 5,180 км2 или 0,120 % это водоёмы.

## Население
По данным переписи населения 2000 года в округе проживает 75 726 жителей в составе 31 000 домашних хозяйств и 21 359 семей. Плотность населения составляет 18,00 человек на км2. На территории округа насчитывается 33 239 жилых строений, при плотности застройки около 8,00-ми строений на км2. Расовый состав населения: белые — 93,90 %, афроамериканцы — 0,27 %, коренные американцы (индейцы) — 1,25 %, азиаты — 0,63 %, гавайцы — 0,11 %, представители других рас — 1,17 %, представители двух или более рас — 2,68 %. Испаноязычные составляли 4,26 % населения независимо от расы.
В составе 26,90 % из общего числа домашних хозяйств проживают дети в возрасте до 18 лет, 54,40 % домашних хозяйств представляют собой супружеские пары проживающие вместе, 10,40 % домашних хозяйств представляют собой одиноких женщин без супруга, 31,10 % домашних хозяйств не имеют отношения к семьям, 25,40 % домашних хозяйств состоят из одного человека, 12,10 % домашних хозяйств состоят из престарелых (65 лет и старше), проживающих в одиночестве. Средний размер домашнего хозяйства составляет 2,41 человека, и средний размер семьи 2,85 человека.
Возрастной состав округа: 23,10 % моложе 18 лет, 6,50 % от 18 до 24, 23,20 % от 25 до 44, 27,20 % от 45 до 64 и 27,20 % от 65 и старше. Средний возраст жителя округа 43 лет. На каждые 100 женщин приходится 94,60 мужчин. На каждые 100 женщин старше 18 лет приходится 91,10 мужчин.
Средний доход на домохозяйство в округе составлял 31 229 USD, на семью — 36 894 USD. Среднестатистический заработок мужчины был 30 798 USD против 22 734 USD для женщины. Доход на душу населения составлял 17 234 USD. Около 11,30 % семей и 15,00 % общего населения находились ниже черты бедности, в том числе — 21,10 % молодежи (тех, кому ещё не исполнилось 18 лет) и 6,80 % тех, кому было уже больше 65 лет.